# Leptomya cuspidariaeformis
Leptomya cuspidariaeformis is een tweekleppigensoort uit de familie van de Semelidae. De wetenschappelijke naam van de soort is voor het eerst geldig gepubliceerd in 1952 door Habe.